# Конгресс еврейских религиозных организаций и объединений в России
Конгресс еврейских религиозных организаций и объединений в России (полное название — Централизованная религиозная организация ортодоксального иудаизма «Конгресс еврейских религиозных организаций и объединений в России» аббрев. ЦРООИ «КЕРООР», ивр. קונגרס הקהילות היהודיות הדתיות ברוסיה‎ нотар. ק"ק‎) — всероссийское сетевое объединение иудейских религиозных общин, одна из двух (наряду с ФЕОРом) наиболее крупных и влиятельных еврейских религиозных организаций в России. В организацию входят ортодоксальные и реформистские иудейские общины; учреждена в феврале 1993 года. Ранее в Конгресс входили все направления иудаизма в России.

## История
В 1989 году был учреждён Всесоюзный совет еврейских религиозных общин (ВСЕРО), который возглавил главный раввин СССР Адольф Шаевич.
После распада СССР была создана новая всероссийская организация, являющаяся правопреемницей ВСЕРО, — Конгресс еврейских религиозных организаций и объединений в России (КЕРООР).

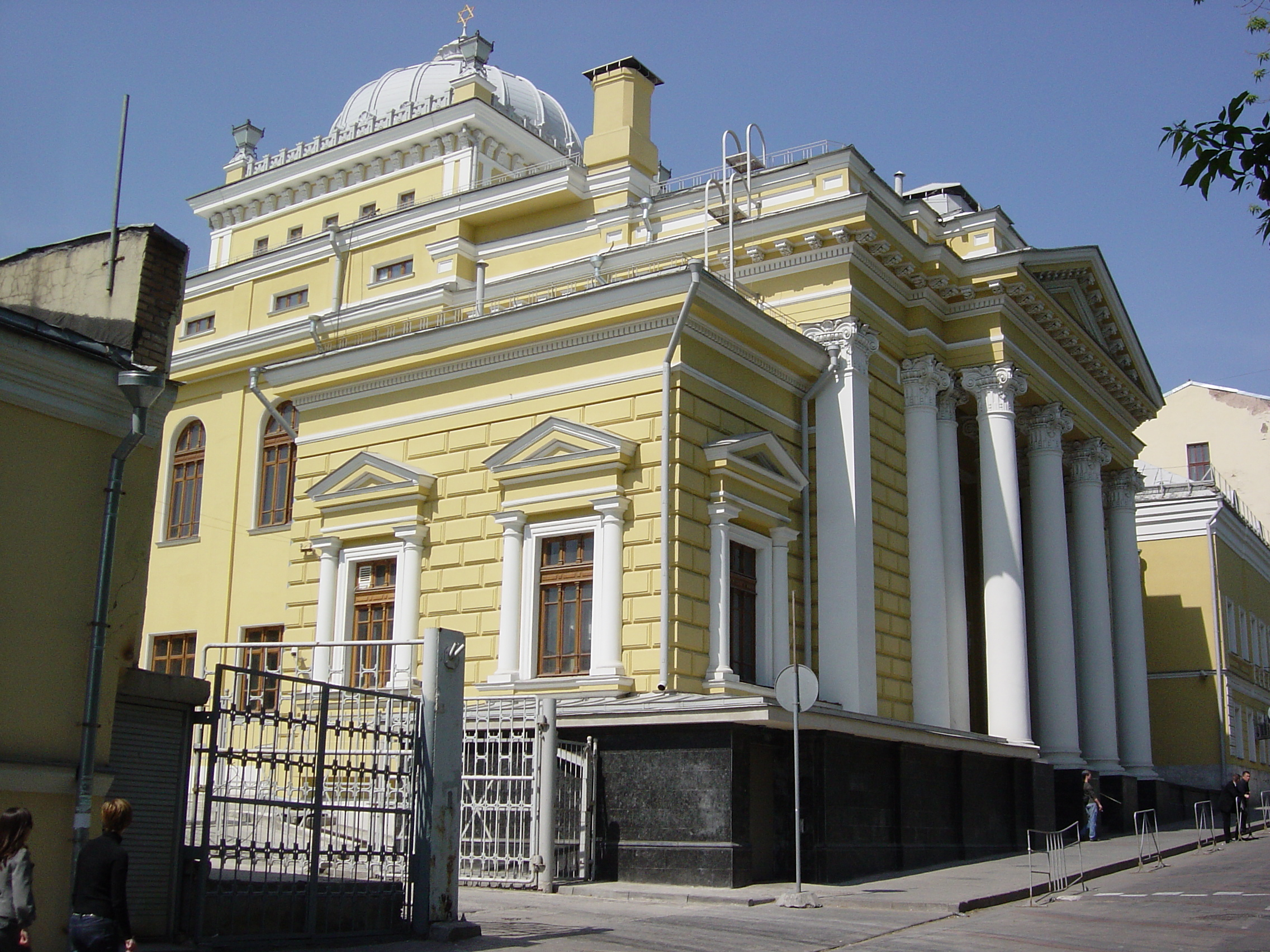
Московская хоральная синагога

КЕРООР появился на основе общины Московской хоральной синагоги и вместе с частью ортодоксальных общин российской провинции включал также реформистские общины.
В 1995 году образован Российский союз объединений прогрессивного иудаизма (РСОПИ), впоследствии получивший название Объединение религиозных организаций современного иудаизма в России (ОРОСИР, до 1998 года именовалось «Движение прогрессивно го иудаизма»). В 1998 году общины ОРОСИРа регистрируются под эгидой КЕРООРа. Затем ОРОСИР провозгласил свою формальную независимость от Конгреса, но ряд общин реформистского иудаизма остались в КЕРООР, подчиняясь при этом главе ОРОСИР Зиновию Когану. ОРОСИР — основная российская организация реформистского иудаизма.
В 1995 года из состава КЕРООР вышло несколько организаций, раввинами которых являлись «посланцы» любавичского ребе Менахем-Мендл Шнеерсона.
Значимость КЕРООР и ФЕОР резко возросла в связи с принятием новой версии закона о свободе совести 1997 года, согласно которому для регистрации религиозных общин на местах необходимо подтверждение со стороны какой-либо централизованной структуры.
В 2003 году в рамках КЕРООР создана Федерация еврейских ортодоксальных общин России (ФЕООР; не путать с ФЕОР).
В 2016 году сменилось официальное наименование объединения. КЕРООР стал именоваться «централизованная организация ортодоксального иудаизма»; ранее — «централизованная религиозная организация».

## Деятельность
Объединял более 100 еврейских общин в 68 городах России по состоянию на 2012 год.
В рамках Конгресса активно взаимодействуют представители ортодоксального («литовского», митнагдима) и реформистского иудаизма.
Организация выполняет консультативно-координирующие и представительские функции. Главной сферой деятельности заявлено продвижение изучения Торы, проведение региональных семинаров, подготовка кадров для работы в общинах, ознакомление еврейского населения с национальными традициями, образовательная и издательская деятельность. Руководящие органы КЕРООР: президиум, президент, главный раввин России, глава раввинского суда, председатель. Исполнительный комитет находится в Московской хоральной синагоге.
Главной целью и задачей КЕРООР заявлено создание благоприятных условия для ведения еврейского образа жизни, сохранения национальной идентичности российских евреев, а также приближение к Торе.
КЕРООР и ФЕОР находятся скорее в конкурентной борьбе друг с другом. По этой причине в России одновременно существуют два главных раввина, от КЕРООР — Адольф Шаевич, от хасидов, главенствующих в ФЕОР — Берл Лазар. По мнению ряда экспертов, ФЕОР получила намного более значительную ресурсную базу и влияние по сравнению с КЕРООР.
Светские еврейские организации могут ориентироваться на политику КЕРООР или на ФЕОР, при этом позиции членов многих из этих объединений нередко расходятся между собой, поскольку состав большей части данных структур весьма пёстрый.
Молодёжная политика составляет одно из приоритетных направлений деятельности организаций иудаизма в России в рамках как ФЕОРа, так и КЕРООРа. При этом российские организации иудаизма традиционно тесно взаимодействуют со светскими еврейскими общественными объединениями и организациями с целью создания полноценной и эффективно работающей системы образования, воспитания и социализации учащихся.
С апреля 1989 года в Москве издавался официальный орган ВСЕРО, а затем КЕРООР — «Международная еврейская газета». В 2003 года своих изданий у Конгресса не было.
Вслед за принятием соответствующими российскими религиозными организациями документов «Основы социальной концепции Русской Православной Церкви» (август 2000 года) и «Основные положения социальной программы российских мусульман» (в том же году) в 2003 году КЕРООР разработал социальную концепцию для российских иудеев.
В начале 2006 учебного года, КЕРООР выпустил пресс-релиз, в котором призвал евреев России и руководителей еврейских общин информировать Главный раввинат России о фактах принудительного посещения предмета «Основы православной культуры», назначения экзаменов и зачетов в шаббат и других проблемах, которые связаны с невозможностью соблюдать еврейские религиозные нормы. В то же время часть иудейских организаций активно поддержали внедрение ОПК. Среди них был председатель КЕРООР раввин Зиновий Коган, отметивший возможность преподавания Основ еврейской религии.
КЕРООР стал предметом запроса инициативной группы граждан, депутатов Государственной Думы к генеральному прокурору РФ, когда в 2001 году в Москве этой еврейской организацией была выпущена книга «Кицур Шульхан Арух», в предисловии к которой тогдашний глава КЕРООР раввин Зиновий Коган написал:

«Редакционный Совет КЕРООР счел необходимым опустить в этом переводе некоторые галахические указания.., помещение которых в издании на русском языке было бы воспринято населением России … как неспровоцированное оскорбление. Читатель, который захочет прочесть „Кицур Шульхан Арух“ в идеально полном объёме, приглашается в ешиву, чтобы изучить эту и многие другие святые книги в оригинале».